# フランシス・ベラミー
フランシス・ジュリアス・ベラミー（Francis Julius Bellamy、1855年5月18日 - 1931年8月28日）は、アメリカ合衆国のバプテスト派牧師で、キリスト教社会主義者の著述家である。1892年に忠誠の誓いを起草したことで知られ、それを唱える際に行われたベラミー式敬礼に名を残す。

## 若年期
フランシス・ベラミーは1855年5月18日にニューヨーク州マウントモリスで生まれた。父は聖職者のデイヴィッド・ベラミーである。一家はバプテスト派に深く関与しており、父もフランシスもバプテスト派の牧師となった。一家はフランシスが5歳のときにニューヨーク州ロームに転居した。父は1864年に亡くなるまでロームの第一バプテスト教会の牧師を務め、フランシスもこの教会の活発なメンバーとなった。フランシスはニューヨーク州ロチェスターのロチェスター大学に入学して神学を学んだ。
大学卒業後、若くしてバプテスト教会の牧師に叙任された。ベラミーは1830年代の第二次大覚醒の名残りに大きく影響を受けた。ベラミーは、バプテスト派の教えを広めるために各地を旅し、地域社会の中で他の人に奉仕をするために生きた。

## 忠誠の誓い
1891年、子供向け雑誌『ユースズ・コンパニオン』のオーナーのダニエル・シャープ・フォードは、販促部門の一員として、自身の甥のジェームズ・B・アップハムとともにベラミーを雇った。1888年、ユースズ・コンパニオン誌は、販促の一環として、公立学校に国旗を売るキャンペーンを行った。ベラミーとアップハムはこのキャンペーンを、単なる雑誌の販促というだけでなく、全米の全ての公立学校に国旗を備え付けることを目指す「校舎旗運動」(schoolhouse flag movement)への支持の下に行っていた。1892年までには、このキャンペーンで全米26000校に国旗を販売した。この頃には、国旗の販売数の伸びは緩やかになっていたが、まだ飽和はしていなかった。
1892年、この年はクリストファー・コロンブスが1492年にアメリカ大陸に到達してから400年目となることから、アップハムはこれを、校舎旗運動を盛り上げる好機と考えた。ユースズ・コンパニオン誌は、翌1893年にイリノイ州シカゴで開催される予定のシカゴ万国博覧会（コロンブス万国博覧会）に向けて、同年10月12日のコロンブス・デーに全米の学校でコロンブスのアメリカ大陸到達を記念する式典を行うよう呼びかけた。その式典では、国旗に対する敬礼が行われることとなっていた。
その際に行われる国家に対する忠誠の誓いの文言がユースズ・コンパニオン誌の1892年9月8日号に掲載された。ベラミーは、コロンブス・デーの式典を推進するために、全米教育長会議で演説を行った。ベラミーの提案はこの会議で受け入れられ、式典を推進するための委員会が組織され、委員長にベラミーが選出された。ベラミーは、国旗掲揚と国旗に対する宣誓を中心とする、式典のプログラムを作成した。
ベラミーが起草したオリジナルの宣誓文は、次のものだった。
I pledge Allegiance to my Flag and to the Republic for which it stands, one Nation indivisible, with Liberty and Justice for all.
日本語訳
私は我が国旗と、それが象徴する、万民のための自由と正義を備えた分割すべからざる一国家である共和国に、忠誠を誓います。
式典では、ベラミーが考案した国旗への敬礼が行われ、この敬礼はベラミー式敬礼と呼ばれるようになった。しかし、第二次世界大戦中、このポーズがナチス式敬礼に酷似していたことから、胸の前に手を置くポーズに変更された。
ベラミーは「絶対的な政教分離」を信じていたため、宣誓文の中に「神」(God)という文言をあえて入れていなかった。1954年、ドワイト・アイゼンハワー大統領は、宗教を否定する共産主義の脅威に反応して、"under God"（神の下に）という文言を加えるよう連邦議会に促した。これにより、今日全米で使われている31語の忠誠の誓いが生まれた。
ベラミーは、この誓約は、移民や生まれながらのアメリカ人でありながら十分に愛国的でない人々を急進主義や破壊主義の「ウイルス」から守る予防接種のようなものだと考えていた。

## 政治的視点
ベラミーはキリスト教社会主義者であり、労働者の権利と経済的資源の平等な分配を擁護し、その考えはイエスの教えに含まれるものであると信じていた。1891年、ベラミーは資本主義の弊害を問いたことからボストンの講壇から追放され、フロリダ州に移ってからは、そこで人種差別を目撃したことから、教会に通うのをやめた。ベラミーはイエスを社会主義者として捉えようとしたことにより、彼の聖職者としてのキャリアは終わった。21世紀には、ベラミーはアメリカにおける初期の民主社会主義者であるとみなされている。
ベラミーは、公教育運動、国有化運動、キリスト教社会主義運動の指導者だった。ベラミーは草の根ネットワークを組織し、1892年に集合的記憶活動を開始した。
フランスの哲学者アンリ・ド・サン＝シモンが著した『新キリスト教』(Nouveau christianisme)では、貧困に立ち向かうために科学を利用することが強調されており、ベラミーら多くの「新しいサン＝シモン主義者」に影響を与えた。彼らは、国有化（脱私物化）と公教育こそが政治的解決策であると考えた。
1889年、ベラミーはボストンで草の根組織であるキリスト教社会主義者協会を共同で設立し、その副会長を務めた。そして、いとこのエドワード・ベラミー、フランシス・ウィラードとともに新聞"Dawn"を発刊した。また、教育委員会の委員長を務めた。
ベラミーは、「社会主義者イエス」「キリスト教社会主義とは何か」「社会主義対無政府主義」などのテーマで公教育の講義を行った。1891年の最後の講義で、ベラミーは、強い政府を求め、労働者と所有者の両方が黄金律を実践することが可能なのは社会主義経済のみであると主張し、この講義の内容を記録しておくよう依頼した。1892年にコロンブス・デーの式典をコーディネートできたのは、このような組織運営や広報活動の経験があったためである。
移民についてベラミーは、自身が発刊する『イラストレイテッド・アメリカン』紙の社説で次のように書いている。
我々のような民主主義国家は、全ての人が立法者であるような世界に対して自らを開放するような余裕はない。頭の鈍い、もしくは狂信的な移民が市民権を得ることは、連邦にとって破滅のもとである。

## 晩年と死
ベラミーが19年間ニューヨーク市で働いていたことはわかっているが、それがいつのことなのかは不明である。ニューヨークでベラミーは、広告業界で働いていた。
ベラミーは1922年にフロリダ州タンパに移り、亡くなるまでそこに住んだ。1926年から、タンパ電力会社で広告マネージャとしてパートタイムで働き始めた。1931年7月15日に同社を解雇され、タンパガス会社で同様の仕事を得た。
1931年8月28日、ベラミーはタンパで死去した。76歳だった。遺体は火葬され、遺骨は故郷のニューヨーク州ロームの家族の墓に葬られた。

## 私生活
ベラミーは1881年にニューヨーク州ニューアークでハリエット・ベントン(Harriet Benton)と結婚した。ハリエットとの間にはジョン、デイビィッド、ブリュースター（幼少期に死去）の3人の息子がいた。ハリエットは1918年に死去した。1920年にマリー・モリン(Marie Morin)と結婚した。
ベラミーのいとこのエドワード・ベラミーは、ユートピア小説『顧みれば』(Looking Backward)で有名な小説家である。